# Keith Erickson
Keith Raymond Erickson (San Francisco, California, 19 de abril de 1944) es un exjugador de baloncesto y de voleibol estadounidense que disputó 12 temporadas de la NBA, además de participar en los Juegos Olímpicos de Tokio 1964 con la selección de voleibol de Estados Unidos. Con 1,96 metros de estatura, jugaba en la posición de alero.

## Trayectoria deportiva

### Universidad
Erickson jugó durante cuatro temporadas con los Bruins de la Universidad de California, Los Ángeles a las órdenes de John Wooden, en las que promedió 9,6 puntos y 8,0 rebotes por partido. Consiguió dos torneos de la NCAA, en 1964, en el que promedió 10,7 puntos y 9,1 rebotes, haciendo que Wooden declarase: he entrenado mejores jugadores de baloncesto, pero jamás a un atleta mejor, y en 1965, año en el que fue incluido en el mejor quinteto de la Pacific-10 Conference, y en el tercer quinteto All-American.

### Profesional
Fue elegido en la decimoctava posición del Draft de la NBA de 1965 por San Francisco Warriors, donde jugó una temporada en la que promedió 3,6 puntos y 2,5 rebotes por partido. Al año siguiente, tras no ser protegido por su equipo, fue incluido en el draft de expansión por la llegada a la liga de los Chicago Bulls, siendo uno de los elegidos.
En los Bulls jugó dos temporadas, en las que vio incrementarse el número de minutos en pista, hasta alcanzar la titularidad en la temporada 1967-68, en la que promedió 12,2 puntos, 5,4 rebotes y 3,4 asistencias por partido. Al año siguiente fue traspasado a Los Angeles Lakers a cambio de Erwin Mueller.
En los Lakers pasó de jugar en uno de los equipos más flojos del campeonato a luchar por el título. Y encontró minutos en un equipo dominado por las estrellas Elgin Baylor, Wilt Chamberlain y Jerry West. en cinco temporadas, jugó las Finales de la NBA en tres ocasiones, en 1969, 1970 y 1973, ganando el anillo precisamente en la temporada 1971-72, que se perdió en su gran mayoría por culpa de las lesiones.
Antes del comienzo de la temporada 1973-74 fue traspasado, junto con una futura ronda del draft, a Phoenix Suns, a cambio de Connie Hawkins. Allí se convertiría en titular indiscutible, a las órdenes de John MacLeod, siendo su primera temporada la mejor de su carrera a nivel estadístico, promediando 14,6 puntos y 6,3 rebotes por partido. Dos años más tarde volvería a disputar unas finales, ante Boston Celtics, cayendo por 4 victorias a dos.
Tras una temporada más con los Suns, en 1977, con 33 años de edad, decidió retirarse definitivamente.

## Estadísticas de su carrera en la NBA

### Temporada regular
| Temporada | Edad | Equipo                 | Liga | P   | TIT | MIN  | TC  | TCA  | %TC  | 3P | 3PA | %3P | TL  | TLA | %TL  | R.OF. | R.DEF. | REB | ASIS | ROB | TAP | PER | FP  | PTS  |
| 1965-66   | 21   | San Francisco Warriors | NBA  | 64  |     | 10.1 | 1.5 | 4.2  | .356 |    |     |     | 0.7 | 1.0 | .662 |       |        | 2.5 | 0.6  |     |     |     | 1.4 | 3.6  |
| 1966-67   | 22   | Chicago Bulls          | NBA  | 76  |     | 19.1 | 3.1 | 8.4  | .367 |    |     |     | 1.5 | 2.1 | .736 |       |        | 4.5 | 1.6  |     |     |     | 2.6 | 7.7  |
| 1967-68   | 23   | Chicago Bulls          | NBA  | 78  |     | 28.9 | 4.8 | 12.1 | .401 |    |     |     | 2.5 | 3.3 | .755 |       |        | 5.4 | 3.4  |     |     |     | 3.5 | 12.2 |
| 1968-69   | 24   | Los Angeles Lakers     | NBA  | 77  |     | 25.6 | 3.4 | 8.2  | .420 |    |     |     | 1.6 | 2.3 | .686 |       |        | 4.0 | 2.5  |     |     |     | 2.9 | 8.4  |
| 1969-70   | 25   | Los Angeles Lakers     | NBA  | 68  |     | 25.8 | 3.8 | 8.3  | .458 |    |     |     | 1.3 | 1.8 | .746 |       |        | 4.5 | 3.1  |     |     |     | 2.6 | 8.9  |
| 1970-71   | 26   | Los Angeles Lakers     | NBA  | 73  |     | 31.1 | 5.1 | 10.7 | .471 |    |     |     | 1.2 | 1.5 | .759 |       |        | 5.5 | 3.1  |     |     |     | 3.3 | 11.3 |
| 1971-72   | 27   | Los Angeles Lakers     | NBA  | 15  |     | 17.5 | 2.7 | 5.5  | .482 |    |     |     | 0.4 | 0.5 | .857 |       |        | 2.6 | 2.3  |     |     |     | 1.7 | 5.7  |
| 1972-73   | 28   | Los Angeles Lakers     | NBA  | 76  |     | 25.3 | 3.9 | 9.2  | .430 |    |     |     | 1.2 | 1.4 | .809 |       |        | 4.4 | 3.2  |     |     |     | 2.5 | 9.0  |
| 1973-74   | 29   | Phoenix Suns           | NBA  | 66  |     | 30.8 | 6.0 | 12.5 | .477 |    |     |     | 2.7 | 3.3 | .801 | 1.4   | 4.8    | 6.3 | 3.1  | 1.0 | 0.3 |     | 2.9 | 14.6 |
| 1974-75   | 30   | Phoenix Suns           | NBA  | 49  |     | 30.0 | 4.8 | 11.4 | .425 |    |     |     | 2.7 | 3.2 | .833 | 1.4   | 3.5    | 5.0 | 3.5  | 1.0 | 0.2 |     | 3.1 | 12.3 |
| 1975-76   | 31   | Phoenix Suns           | NBA  | 74  |     | 25.0 | 4.1 | 8.8  | .470 |    |     |     | 1.8 | 2.1 | .854 | 1.4   | 3.1    | 4.5 | 2.5  | 1.1 | 0.1 |     | 2.6 | 10.1 |
| 1976-77   | 32   | Phoenix Suns           | NBA  | 50  |     | 19.0 | 2.8 | 5.9  | .483 |    |     |     | 0.7 | 1.0 | .740 | 0.7   | 2.2    | 2.9 | 2.1  | 0.6 | 0.1 |     | 2.4 | 6.4  |
| Total     |      |                        | NBA  | 766 |     | 24.6 | 3.9 | 9.0  | .435 |    |     |     | 1.6 | 2.1 | .769 | 1.3   | 3.5    | 4.5 | 2.6  | 0.9 | 0.2 |     | 2.7 | 9.5  |

### Playoffs
| Temporada | Edad | Equipo             | Liga | P  | MIN  | TCA | TC  | 3PA | 3P | TLA | TL  | R.OF. | REB | ASIS | ROB | TAP | PER | FP  | PTS | %TC  | %3P | %FT  | MIN  | PTS  | REB | AST |
| 1966-67   | 22   | Chicago Bulls      | NBA  | 3  | 68   | 12  | 27  |     |    | 0   | 0   |       | 11  | 4    |     |     |     | 12  | 24  | .444 |     |      | 22.7 | 8.0  | 3.7 | 1.3 |
| 1967-68   | 23   | Chicago Bulls      | NBA  | 5  | 183  | 25  | 65  |     |    | 15  | 17  |       | 41  | 11   |     |     |     | 19  | 65  | .385 |     | .882 | 36.6 | 13.0 | 8.2 | 2.2 |
| 1968-69   | 24   | Los Angeles Lakers | NBA  | 18 | 446  | 56  | 142 |     |    | 15  | 25  |       | 86  | 40   |     |     |     | 64  | 127 | .394 |     | .600 | 24.8 | 7.1  | 4.8 | 2.2 |
| 1969-70   | 25   | Los Angeles Lakers | NBA  | 17 | 553  | 71  | 153 |     |    | 27  | 35  |       | 77  | 74   |     |     |     | 44  | 169 | .464 |     | .771 | 32.5 | 9.9  | 4.5 | 4.4 |
| 1970-71   | 26   | Los Angeles Lakers | NBA  | 8  | 313  | 54  | 99  |     |    | 17  | 22  |       | 45  | 22   |     |     |     | 34  | 125 | .545 |     | .773 | 39.1 | 15.6 | 5.6 | 2.8 |
| 1972-73   | 28   | Los Angeles Lakers | NBA  | 17 | 404  | 66  | 147 |     |    | 15  | 22  |       | 59  | 30   |     |     |     | 52  | 147 | .449 |     | .682 | 23.8 | 8.6  | 3.5 | 1.8 |
| 1975-76   | 31   | Phoenix Suns       | NBA  | 19 | 426  | 80  | 173 |     |    | 55  | 68  | 15    | 67  | 35   | 11  | 4   |     | 61  | 215 | .462 |     | .809 | 22.4 | 11.3 | 3.5 | 1.8 |
| Total     |      |                    | NBA  | 87 | 2393 | 364 | 806 |     |    | 144 | 189 | 15    | 386 | 216  | 11  | 4   |     | 286 | 872 | .452 |     | .762 | 27.5 | 10.0 | 4.4 | 2.5 |